# Monohelea urracaisi
Monohelea urracaisi är en tvåvingeart som beskrevs av Lane och Wirth 1964. Monohelea urracaisi ingår i släktet Monohelea och familjen svidknott. Inga underarter finns listade i Catalogue of Life.